# 菅田将暉
菅田 将暉（すだ まさき、1993年〈平成5年〉2月21日 - ）は、日本の俳優、歌手。本名、菅生 大将（すごう たいしょう）。大阪府箕面市出身。トップコート所属。妻は女優の小松菜奈。実弟はシンガーソングライターのこっちのけんと、俳優の菅生新樹。

## 俳優業

### 来歴
2007年、中学時代から大阪市内に遊びに行った際にたびたびスカウトされていた。14歳の時にアミューズの誘いで「アミューズ30周年記念オーディション」に参加し、応募者65,368人の中からファイナリスト31人に残るが、落選した。
2008年、第21回ジュノン・スーパーボーイ・コンテストでファイナリスト12人に選出される。このコンテストに参加したことがきっかけで、トップコートに所属が決まる。
2009年、9月より平成仮面ライダーシリーズ『仮面ライダーW』（テレビ朝日）にて主人公の1人・フィリップ役で俳優デビューし、本作への出演が連続テレビドラマ初出演・初主演となった。もう1人の主人公・左翔太郎役の桐山漣とのＷ主演であり、それに先駆けて放送開始前の8月に公開された『劇場版 仮面ライダーディケイド オールライダー対大ショッカー』で特別出演・声の出演のみながら映画初出演した後、12月に公開された『仮面ライダー×仮面ライダー W&ディケイド MOVIE大戦2010』で映画初主演を務めた。
2013年、主演を務めた映画『共喰い』で第37回日本アカデミー賞新人俳優賞を受賞。日本テレビ系土曜ドラマ『泣くな、はらちゃん』・『35歳の高校生』に出演し、脇役ながら話題となる。
2014年、映画『そこのみにて光輝く』で高崎映画祭最優秀助演男優賞、他の映画とあわせてTAMA映画祭最優秀新進男優賞、おおさかシネマフェスティバル助演男優賞などを受賞。『ごちそうさん』でNHK連続テレビ小説初出演。
2015年、NHK土曜ドラマ『ちゃんぽん食べたか』主演、テレビ朝日系金曜ナイトドラマ『民王』に遠藤憲一とダブル主演。 第1回コンフィデンスアワード・ドラマ賞主演男優賞、第40回エランドール賞 新人賞を受賞。
2016年、『ディストラクション・ベイビーズ』でヨコハマ映画祭助演男優賞、『セトウツミ』『溺れるナイフ』で日本映画プロフェッショナル大賞最優秀主演男優賞を受賞。『共喰い』以降は単館系映画で評価されてきたが、テレビドラマ『ラヴソング』や『地味にスゴイ!校閲ガール・河野悦子』に出演したり、KDDI「au三太郎シリーズ」で鬼ちゃんを演じ、お茶の間にも顔が知られるようになり、オリコンによる調査で2016年度のブレイク俳優第1位に選出。
2017年、NHK『おんな城主 直虎』で大河ドラマ初出演。3月にシングル「見たこともない景色」で音楽活動を開始。同年4月3日から『オールナイトニッポン』（ニッポン放送）でレギュラーパーソナリティを担当。『あゝ、荒野』で第41回日本アカデミー賞最優秀主演男優賞、芸術選奨文部科学大臣新人賞を受賞。また、『キセキ -あの日のソビト-』『帝一の國』『火花』と合わせて数多くの映画賞主演賞を受賞。
2018年、1月期山﨑賢人主演の日本テレビ系日曜ドラマ『トドメの接吻』に友情出演し、主題歌「さよならエレジー」を手がける。4月期テレビ朝日系金曜ナイトドラマ『dele』に山田孝之とダブル主演。12月にはNHK BSプレミアムでANN放送作家の福田卓也と組み、企画から手がけた『菅田将暉TV』が放送されたが、知人からの反応がまったくなかったため、「誰も見てなかった」とたびたび自虐ネタにしている。
2019年、俳優デビュー10周年を迎える。日本テレビ系日曜ドラマ『3年A組-今から皆さんは、人質です-』でGP帯連続ドラマ初主演。自ら教師役を希望したこの作品と前年の『dele』を合わせてギャラクシー賞テレビ部門個人賞、東京ドラマアウォード主演男優賞など、多くのテレビドラマの主演男優賞を受賞した。7月に主演映画『アルキメデスの大戦』公開、11月より舞台『カリギュラ』に主演し、第27回読売演劇大賞・優秀男優賞と新人賞にあたる杉村春子賞を受賞。
2020年、TBS系金曜ドラマ『MIU404』第3話に予告なしにサプライズ出演した。これは当時コロナ禍による自粛期間が始まった結果、主演映画『糸』の公開が延期されたほか、予定していた海外絡みの仕事や海外での長期休暇がキャンセルになり、スケジュールが空いたことを知ったプロデューサーの新井順子からの急なオファーに対応したものである。なお、映画『糸』は同年8月に公開された。

### 作品の傾向
- 役者デビュー直後はアイドル的な仕事が多く本人はその方向性に悩んでいたが[14]、19歳で事務所の反対を押し切って年齢制限のある映画『共喰い』のオーディションを受けて以降は文芸作品や単館系の作品にも数多く出演している。
- 一方で漫画の実写化作品も多く、アイドル性と演技派の二面性を兼ね備えていると称される[15]。大高宏雄は単館系、商業映画両方で代表作がある菅田を、「商業性、芸術性の境界、枠組みを軽々と突破していく、稀有な俳優」と評している[16]。
- 男性同士でコンビを組んだりバディとなる役柄や作品が、デビュー作『仮面ライダーW』をはじめ『帝一の國』『dele』など多い。これについて『セトウツミ』で共演した池松壮亮は「いろんなことに反応してくれて優しい」、『火花』内で漫才コンビを組んだ川谷修士は「（何も打ち合わせしてなくても）こちらに合わせてくれる」と、コンビを組んだ時の菅田の観察力と対応力の高さを挙げる[17]。
- 王道な恋愛映画への出演が少なく、初めて少女マンガ原作の主演となった『溺れるナイフ』ではヒロインの首を締めながら顔面に唾を吐くというクレイジーな役で、期待していた胸キュンものではなかったと冗談交じりに語っている[18]。そのため「20代のうちに一度ラブストーリーをやっておきたい」という思いから、ある授賞式で脚本家の坂元裕二と一緒に作品作りをしたいという話になり、菅田自身から「ラブストーリーをやりたい」と提案をしたことで映画『花束みたいな恋をした』の企画が実現した[19][20][21]。
- 役者人生の転機には『共喰い』を監督した青山真治との出会いをあげ、そこで衣装部や照明部と並ぶ映画の一部門としての「俳優部」という考え方を学んだ。また影響を受けた俳優には『共喰い』で両親役だった田中裕子と光石研の名をあげている[22]。
- 自分自身の俳優としての強みは「身長176cm、A型、長男、右利き、顔は濃くも薄くもなく、眉を隠すことで印象を変えられる」とデータ的に全てにおいて「普通」なので、どんな役にも寄せやすいのかもしれないと分析している[23]。

### 俳優としての特徴
- 役作りに合わせて頻繁に髪型や髪の色、体型を変化させている。『あゝ、荒野』でのボクサー役で体重にして20kgも差があるヤン・イクチュンと階級を合わせるため最大15kgも増量して肉体改造を行い[24]、また2014年に公開された映画『海月姫』で女装をした際は10kg以上の減量と骨盤矯正を行い普段からハイヒールで生活して女性らしい体型をつくった[25]。
- 演技は非常に感覚的と言われ、2016年に公開された映画『溺れるナイフ』の監督である山戸結希は「秀才に見えるが現場に入ると『この人は本当に天才なのだ』と思うことがすごく多く、形式的な役からは零れ落ちる、もっと美味しい部分がはみ出ているというか、自分でも自分の力を持て余しているような印象」と菅田を評している[26]。
- 2016年に公開された映画『セトウツミ』を監督した大森立嗣は「勘でやっているから同じ芝居が二度とできない」と菅田の欠点をあげながらも「頭が良くて理論的に話せるが、芝居になるとそれを全部壊して、予測を超えてくる」「カッコつけようという意識が一切なく、自分がどう撮られているかどう映っているかを気にしないで、芝居を投げ出してくる」「格好悪いこと、みっともないことをやりきっちゃう面白さがある」と評価している[27]。
- 2022年に公開された映画『百花』を監督した川村元気は菅田は「共感力が高く、共演者の芝居に反応して色が変わっていくので、脚本に書いてあったことが何倍にも膨らむ感覚がある」と評している[28]。
- 2022年に放送されたドラマ版、2023年に公開された映画版『ミステリと言う勿れ』の両作を演出した松山博昭は菅田の特徴について「理論的に考えてお芝居する人と、理屈はめちゃくちゃだけどパッションあふれる演技をする二つのタイプの方がいますが、菅田さんはその両方を兼ね備えている珍しい人。演技や作品についての理論もちゃんとしているし、本番となればパッションを持ってそれを実現できる。右脳と左脳が両方発達している、本当になかなかいない人だと思います」と評している[29]。
- 映画監督の岸善幸は2017年に公開された映画『あゝ、荒野』から、約7年ぶりに『サンセット・サンライズ』にて菅田を起用した際に役者としての菅田について「俳優としてどんどん新しい役に挑戦を続けていて、久しぶりにあった彼はとても大きな俳優になっていました。一つだけ、変わらないなあと思えたのは、役に向き合う姿勢です」と語り、「菅田さんの表現領域が広がっていくような瞬間があって、それを目の当たりにできたことが本当に嬉しかったです」と菅田の芝居について評している[30]。
- 映画監督の黒沢清は菅田について「“すごい”という一言に尽きます。以前から、力のある俳優さんだと思っていましたが、菅田さんは、一直線のところと、柔らかく揺れる部分の両方を持ち合わせている、すごい俳優だと思いました」と評し[31]、2024年に公開された黒沢が監督を務めた映画『Cloud クラウド』の第81回ヴェネツィア国際映画祭参加が決定した際には「菅田将暉の善人とも悪人ともつかない絶妙な芝居が、この幸運を引き寄せてくれたのでしょう」と語っている[32]。
- 2015年に放送されたドラマ『問題のあるレストラン』、2021年に公開された映画『花束みたいな恋をした』の脚本家である坂元裕二は菅田について「良い人な面や悪い人な面、純粋な部分やどこか擦れた部分、闇を持っていたり、光を持っていたり。二つの反するものを同時に表現できる」「多面的で矛盾したものを抱えた俳優」であると評し「とても人間的で、唯一無二だと感じています」と語っている[33]。
- 事務所のマネージャーによると「菅田はめちゃめちゃ地味な努力をすごくする人」だが「努力をしていることをあまり語らないので、パブリックイメージとしては天才っぽく見られやすいし、“器用だ”と思われがち」と言う[34]。
- 『そこのみにて光輝く』の監督である呉美保は「菅田さんは2年程前に他の映像作品で見たとき、ちょっと浮いてるというか、他の人とは違う芝居をしていて気になったんです。すぐに名前を調べて、いつか一緒に仕事したいとずっと思っていました」と本作で菅田を起用した理由について語り、加えて「映画の後半はもうカメラの前にいるのが拓児なのか菅田将暉なのか私にもわからなくなる感じで、観ていて楽しくヒヤヒヤ、ゾクゾクしてました」と菅田の芝居について評している[35]。
- 菅田が源義経役を演じたNHK大河ドラマ『鎌倉殿の13人』の脚本家である三谷幸喜は菅田が特に不安だったという義経と源頼朝との出会いのシーンについて「あそここそ、僕がこうしてほしいなと思ったさじ加減というか。シリアスとコメディーの両立。どちらかに針が振ってしまうと違うんだけど、本当に微妙なところを嗅ぎ取って演じてくれた」と語り、菅田という役者について「まれに、覚えたセリフに見えない俳優がいる。その場で思いついてしゃべっているようにしか見えない。そういうことができる数少ない俳優の一人」と菅田を評価している[36]。
- 兼重淳監督は菅田について「キャラクター像を感性で感じ取り、ヒュッと役に入っていく。入り込んでいるからアドリブでも延々とできる人」と語っている[37]。

## 音楽業

### 2013年 - 2017年：初期の経歴、グリーンボーイズ
2013年2月23日、都内で開催した20歳の誕生日イベント「DAASUU LAND2013」の中で、フジファブリックの「茜色の夕日」をピアノによる弾き語りで披露した。菅田が人前でピアノを演奏するのは小学生以来で、この日のために1か月間猛練習した。
2015年に主演したドラマ『ちゃんぽん食べたか』でさだまさしをモデルにした役を演じてから、ギターを練習するようになる。
2016年1月9日放送のバラエティ番組『さんまのまんま』で吉田拓郎の「人生を語らず」の弾き語りを披露。プロとして音楽活動を始めたのは、この演奏をテレビで見ていたレコード会社の担当者に誘われたことがきっかけ。
2016年10月公開の映画『何者』では、バンドでギター&ボーカルを担当している大学生・神谷光太郎役として忘れらんねえよの「俺よ届け」「まだ知らない世界」と、LAMP IN TERRENから提供された「pellucid」を劇中歌として歌う。
同年12月5日放送の『しゃべくり007』で、休日の過ごし方として「ギターを弾く」ことを挙げ、さだまさしの「関白宣言」や司会の上田晋也からの無茶ぶりで、THEE MICHELLE GUN ELEPHANTの「ドロップ」を演奏するなど、徐々に人前で歌を披露するようになる。
同年12月22日、同年11月20日から放送されていたauのサッカー日本代表を応援するCM「au BLUE CHALLENGE」（「三太郎シリーズ」）の「応援」編で使用されていた楽曲を歌っていたのが菅田であることが公表された。
2017年1月27日、映画『キセキ -あの日のソビト-』では、共演の成田凌、横浜流星、杉野遥亮と共に劇中でGReeeeNの前身グループグリーンボーイズを結成。1月24日にCDデビュー。1月7日にさいたまスーパーアリーナで行われたGReeeeNのライブ「あっ、リーナ、ども。はじめまして。『クリビツテンギョウ!?ル〜デル〜デ♪』」に登場し、オープニングアクトを務めた。1月20日放送の『ミュージックステーション』に初出演し、「キセキ」と「声」を歌唱した。GReeeeNのデビュー日と同日である1月24日、「グリーンボーイズ」でCDデビューを果たした。

### 2017年 - ソロ歌手デビュー
2017年3月21日、auのCM曲として起用されていた曲「見たこともない景色」でソロ歌手としてデビューすることが発表され、同時にミュージック・ビデオが公開された。5月1日放送のラジオ番組『菅田将暉のオールナイトニッポン』で、カップリング曲「ばかになっちゃったのかな」が初オンエア。その翌週に『ミュージックステーション』にソロ歌手として初出演し、「見たこともない景色」を披露した。
「見たこともない景色」の発売日である2017年6月7日に菅田将暉本人名義としては初となるライブイベントを渋谷・WWW Xで開催。
2017年7月3日、自身がパーソナリティを務めるラジオ番組『菅田将暉のオールナイトニッポン』の中で、2枚目のシングル「呼吸」を8月30日に発売することを発表。表題曲は、菅田が初めて作詞に参加したラブソングである。7月17日放送の同番組内で曲が初公開された。
2017年7月21日、16年ぶりにスペシャル番組として復活した音楽番組『LOVE LOVE あいしてる』に出演。トークコーナーでは、父の影響で番組MCの吉田拓郎の大ファンであることを告白し、音楽コーナーでは、菅田のリクエストで吉田拓郎の「今日までそして明日から」をKinKi Kids、拓郎らと共にギターを弾きながらセッションした。11月、米津玄師のアルバム『BOOTLEG』の収録曲「灰色と青（+菅田将暉）」に参加。又吉直樹の小説を原作とする映画『火花』の主題歌としてW主演を務める桐谷健太と共に、ビートたけしの「浅草キッド」をカバー。

### 2018年 - 2019年：『PLAY』、「まちがいさがし」、『LOVE』
2018年1月7日、3枚目のシングル「さよならエレジー」を発表。3月21日、最初のアルバム『PLAY』を発売。オリコン、Billboard Japanの両チャートで最高2位を記録した。
2018年8月1日、4枚目のシングル「ロングホープ・フィリア」を発売。
2019年5月14日、配信限定シングル「まちがいさがし」を配信開始。7月10日には2ndアルバム『LOVE』を発売、初監督を務めたshort film「クローバー」の上映会も行った。
2019年12月31日、NHK総合ほかで放送された『第70回NHK紅白歌合戦』に白組として出場。「まちがいさがし」を歌唱した。

### 2020年 - 2022年：『COLLAGE』
7月1日、Creepy Nutsとのコラボ曲「サントラ」をリリース。このコラボは菅田のラジオにCreepy Nutsがゲスト出演した際、菅田が「『今夜はブギー・バック』のような曲にチャレンジしたい」と発言し、3人で大盛り上がりしたことをきっかけに実現した。また同じくCreepy NutsとコラボしたTHE HIGH-LOWSのカバー曲「日曜日よりの使者」が同年8月26日にリリースするCreepy Nutsの新作ミニアルバム『かつて天才だった俺たちへ』に収録された。
7月17日、石崎ひゅーい、亀田誠治とのコラボ曲「糸」を配信リリース。「糸」は中島みゆきの同名曲のカバーで、菅田と小松菜奈がダブル主演を務める映画『糸』のエンディングテーマとして使用された。
8月7日、OKAMOTO'Sとのコラボによる配信シングル「Keep On Running」を配信リリース。
8月28日、同じ事務所の俳優、中村倫也とのコラボによる配信シングル「サンキュー神様」を配信リリース。
10月7日、11月20日に公開される東宝系映画『STAND BY ME ドラえもん 2』の主題歌に新曲「虹」を提供したことが発表された。作詞・作曲は石崎ひゅーい、編曲はトオミヨウがそれぞれ担当。「虹」は同年11月25日に5枚目のシングルCDとしてリリースされた。
2021年1月4日、同年1月17日より放送される日本テレビ系ドラマ『君と世界が終わる日に』Season1の主題歌として新曲「星を仰ぐ」を提供したことを発表した。同曲は2021年2月1日に配信リリースされた。
10月8日、同年10月10日からスタートするTBS系ドラマ『日本沈没-希望のひと-』の主題歌に新曲「ラストシーン」を提供したことが発表された。作詞・作曲は石崎ひゅーい、編曲はトオミヨウ。
2022年1月25日、同年3月9日に菅田が2020年から2021年にリリースした曲を集めたアルバム『COLLAGE』の発売を発表。

### 2022年 - 2024年：『SPIN』
2022年3月25日、新曲「惑う糸」が日本テレビ系『news zero』の新テーマソングに決定した。作詞、作曲、編曲はVaundyが担当。
2022年6月7日、菅田のアーティストデビュー5周年記念日に新曲「惑う糸」配信リリース。
2022年11月9日、初のEP盤となる新作「クワイエットジャーニー - EP」をリリース。
2023年2月15日、新曲『美しい生き物』を配信リリース。
2023年7月29日、新曲「ユアーズ」を配信リリース。「ユアーズ」は、日本テレビ系で放送中のドラマ「最高の教師 1年後、私は生徒に■された」の主題歌として書き下ろされた。
2024年1月25日、新曲『谺する』を配信リリース。「谺する」は同年1月26日から全国の劇場で公開された映画「劇場版 君と世界が終わる日に FINAL」の主題歌となっている。
2024年7月3日、4thアルバム「SPIN」をリリース。

### 2025年 -
2025年5月6日、同年6月4日にリリースされるSixTONESの15枚目シングル「BOYZ」の初回盤Aカップリング曲に、菅田が西田修大と共に製作し、SixTONESのメンバーの松村北斗がソロで歌唱した楽曲『憧憬のアーチ』を提供した事を発表。

### 歌手としての特徴

#### 影響
- 少年時代は綺麗なボーイソプラノだったが、声変わりでいきなり声が低くなってしまったのがショックで声がコンプレックスとなり、中学生のころから一時期は全く音楽を聞かなくなった。カラオケも苦手で友人とカラオケに行ってもほとんど歌わず、唯一歌えたのが当時親が買って家にCDがあった福山雅治の「milk tea」だった。福山とは2018年にラジオで共演した際に二人で「菅田雅治」というユニット名で「milk tea」をセッションしている[76]。
- 東京都に移住し、19歳のころ、俳優業の転機となった映画『共喰い』の撮影中にフジファブリックの「茜色の夕日」に出会ったことで、音楽の力を強く体感する。影響を受けた音楽は、フジファブリック、吉田拓郎、andymori、忘れらんねえよなど[77]。また、「この世で一番好きなラブソング」として、石崎ひゅーいの「花瓶の花」[78]、人生で影響を受けた3曲として「茜色の夕日」、銀杏BOYZの「BABY BABY」、andymoriの「ベンガルトラとウィスキー」をあげている。[要出典]

#### 俳優との兼ね合い
- 俳優の役作りによって、作品ごとに体型や声、日常生活でのテンションが変わってしまうので、歌もその時演じている役に寄って発声や歌い方が全く違うものになってしまうという。そのため過去に歌った時と同じ歌い方ができない[79]。
- 俳優業は責任ある立場で失敗できないものであるが、音楽はあくまで発展途上中の素人であり趣味で楽しくやるものと考えていて「役者は他人のため、音楽は自分のため」がモットー。しかし、タイアップでドラマや映画の主題歌などを担当する際はその作品のために歌うことを心がけており、山﨑賢人、竹内涼真、小栗旬ら俳優仲間が主演するドラマの主題歌を任される時は主演俳優のことを一番に考えながら歌っている。
- 俳優業では常に演じている役として人前に出るので「毎日毎日役のこと、『誰かの人生のこと』ばかり考えてる」状態が何年も続き、徐々に自分自身のアイデンティティがわからなくなっていた。そのため「俳優の仕事ばかりしていると壊れてしまう」と感じている時期があった。その点、音楽活動では「自分の言葉で、衝動的に言葉を発せられる感じが新鮮」であり、「（俳優としての）役を作るにあたっても、自分の軸というか、感情の基点がないと、わかんなくなるじゃないですか。『何が当たり前か』が大切で。ラジオも音楽も、そういうものを確認できるんです」と語っている[80][81]。

## 私生活
2021年11月15日、女優の小松菜奈と結婚したことをそれぞれのSNSにて連名で発表した。小松とは『ディストラクション・ベイビーズ』『溺れるナイフ』『糸』で共演、2018年から「niko and… 」のファッションアンバサダーを3年間共に務めた。
2024年3月9日、第1子が誕生したことを双方の所属事務所の公式サイトにて報告した。

## 人物
- 箕面市立西小学校、箕面市立第一中学校卒業。高校は大阪府立池田高等学校に進学したが、高校1年の春休みに仮面ライダーWのオーディションに合格したため、高一終了時に中退した。守秘義務があったため、突然高校を中退した理由は新ライダー発表まで弟にも知らされていなかった。2年からは日出高等学校（現・目黒日本大学高等学校）に編入したが、ライダー作品の撮影があっためほとんど学校に行けず、レポート提出と試験で卒業した。日出高校では同学年に染谷将太や仲野太賀がいたが、在学中は一度も顔を合わせていない。16歳で親元を離れ知り合いのいない東京での一人暮らしは非常に苦労したという。
- 池田高校ではアメフト部に入っていた。また、中学までピアノ、水泳を習っていた[1]。
- 少年時代は箕面市にあるグリーンフルミネンセFCというサッカーチームに所属していた。同じチームの1年後輩にリオデジャネイロオリンピックの代表選手にも選ばれた亀川諒史（現横浜FC）がいる[84]。
- 自身の性格について「興味のあることには熱中するが、それ以外には良くも悪くもものごとへの興味が薄い」「感情的になったり、人と争ったりするのが苦手」と話している[85]。
- 共演経験の多い有村架純は菅田について「菅田くんは人に接する時、いつもその人のすべてを認め、受け入れてくれるんです。だから、菅田くんはみんなに信頼されるし、みんなが彼と仲良くなりたい、一緒に仕事をしたいと思うのかもしれません」と菅田の印象を語っている[86]。

### 趣味・嗜好
- 趣味は洋服作り。祖父が仕立屋だったことから服に興味を持つようになり、上京してパタンナーの友人と知り合ってから自分でも作るようになった。本人は「針の動きを追っていると余計なことを考えずに済んで、逆に脳が休まるんです。僕がミシンでダダダダってやるのは、（自身は酒が飲めないので）みなさんが仕事明けにビールでプハーッとのどごしを味わうのと同じ」と語る[87]。
- お笑い芸人全般をリスペクトしており、最も好きなのはダウンタウンで、対面すると平常心ではいられないという理由から共演をNGにしている。『ダウンタウンなう』にゲスト出演した際にはうまく話せないため便箋8枚もの手紙を書いてきたが、読んでいる最中に感極まって泣きだしてしまった[88]。
- 漫画好きを公言している[6]。実写化したら演じてみたい役には、1971年から『週刊少年チャンピオン』で連載された横山光輝の漫画『バビル2世』の主人公「浩一」や、実写化してほしくはないがもしされたら出演したいとして、冨樫義博の『レベルE』をあげている[89][90]。
- 得意な科目は数学で、『アルキメデスの大戦』で数学者役を演じた際には劇中に出てくる数式を理解して、実際に解きながら演じている[91]。
- 好物は牛乳で、食事にも牛乳を合わせる[92]。アルコールが体質に合わないので酒はあまり飲めない。
- ジェットコースターなどぐわんと落ちる乗り物が苦手。飛行機の離陸も苦手で機内ではいつも寝ている[93]。

### エピソード
- デビューが決まった経緯は、事務所に所属前の高校1年の春休みに上京して、事務所の人とテレビ局や雑誌の編集部に挨拶回りをしていた際に、銀座でたまたま時間が空いたため、近くにあった東映に伺うと『仮面ライダーW』のプロデューサーであった塚田英明に会い、同番組の最終オーディションが翌日にあるからと誘われ、受けたところ満場一致で合格した[3]。これはフィリップが特殊な役柄なため選考が難航していたところ、「（脳内に膨大な知識を持ちながら）何も知らない魔少年」であるフィリップのイメージに、「真っ白」でピュアな菅田が合致したからだと後に塚田は語っている[94]。同シリーズへの16歳での主演は最年少であるが、撮影開始の前日にはスタッフとの食事の席上にて「1年、君たち次第でこの長い仮面ライダーの歴史が終わるかもしれない」と告げられ、桐山共々強烈な責任感とプレッシャーを感じた[95] 。
- 映画『帝一の國』と、大河ドラマ『おんな城主 直虎』で褌姿になったことにより、ベストフンドシストアワード2017の大賞を受賞した[96]。
- 『3年A組-今から皆さんは、人質です-』の教師役をきっかけにした『聖職のゆくえ～働き方改革元年～』のナレーターのオファーを引き受けた。地元に教員として働く友達や自身もかつて教員への夢を抱いていたことから、過酷な教員の現状、そしてその働き方改革についての番組の出演を承諾した。ナレーションについて、自分の仕事が人々の考える機会の入口になることに意義があると語っている[97]。

### 交友関係
- 俳優の山﨑賢人とは仲が良く、菅田の俳優業10周年記念日に行われたコンサートではサプライズとして登場した。
- 仲野太賀とはTBSのスペシャルドラマ『ブラックボード』で共演して以来の親友。菅田が主演を務めた日本テレビのドラマ『コントが始まる』では同じお笑いトリオの一員として仲野と共演し、その他にも役者としての共演だけでなく、NHK総合の特番『細野晴臣イエローマジックショー4』といった音楽番組においても仲野と共に細野晴臣の楽曲を歌唱する形で共演を果たしている[98]。

## 受賞歴

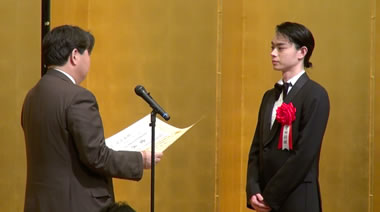
2018年3月13日、芸術選奨贈呈での菅田（右）

### 映画
- 2014年
  - 第37回日本アカデミー賞 新人俳優賞（『共喰い』）[9]
  - 第6回TAMA映画賞 最優秀新進男優賞（『そこのみにて光輝く』『男子高校生の日常』『陽だまりの彼女』『闇金ウシジマくん Part2』）[99]
- 2015年
  - 第29回高崎映画祭 最優秀助演男優賞（『そこのみにて光輝く』）
  - 第10回おおさかシネマフェスティバル 助演男優賞（『海月姫』『そこのみにて光輝く』『闇金ウシジマくん Part2』）
  - 第19回日本インターネット映画大賞 助演男優賞（『海月姫』『そこのみにて光輝く』『闇金ウシジマくん Part2』『共喰い』）
  - 2014年度 全国映連賞 男優賞（『そこのみにて光輝く』）
  - 第24回日本映画批評家大賞 助演男優賞（『そこのみにて光輝く』『海月姫』）
- 2016年
  - 第38回ヨコハマ映画祭 助演男優賞（『ディストラクション・ベイビーズ』）
- 2017年
  - 第26回東京スポーツ映画大賞 助演男優賞（『ディストラクション・ベイビーズ』）
  - 第26回 日本映画プロフェッショナル大賞 主演男優賞（『セトウツミ』『溺れるナイフ』）
  - 第42回報知映画賞 主演男優賞（『キセキ -あの日のソビト-』『帝一の國』『あゝ、荒野』『火花』）
  - 第30回日刊スポーツ映画大賞・石原裕次郎賞 主演男優賞（『キセキ-あの日のソビト-』『帝一の國』『あゝ、荒野』『火花』）
  - 第91回キネマ旬報ベスト・テン 主演男優賞（『キセキ -あの日のソビト-』『帝一の國』『あゝ、荒野』『火花』）[100]
  - 第22回日本インターネット映画大賞 主演男優賞（『キセキ -あの日のソビト-』『帝一の國』『銀魂』『あゝ、荒野 前篇』『あゝ、荒野 後篇』『火花』）
- 2018年
  - 第72回毎日映画コンクール 男優主演賞（『あゝ、荒野』）
  - 第41回日本アカデミー賞 最優秀主演男優賞（『あゝ、荒野 前篇』）[101]
  - おおさかシネマフェスティバル2018 主演男優賞（『あゝ、荒野』『火花』『帝一の國』）[102]
  - 第68回芸術選奨文部科学大臣新人賞（『あゝ、荒野』）[103]
  - 第23回日本インターネット映画大賞 日本映画助演男優賞（『となりの怪物くん』『銀魂2 掟は破るためにこそある』『生きてるだけで、愛。』）[104]
- 2020年
  - 第43回日本アカデミー賞 優秀主演男優賞（『アルキメデスの大戦』）[105]
- 2021年
  - 第44回日本アカデミー賞 優秀主演男優賞（『糸』）[106]
  - 第13回TAMA映画賞 最優秀男優賞（『花束みたいな恋をした』『キャラクター』『キネマの神様』『浅田家!』）[107]
- 2022年
  - 第45回日本アカデミー賞 優秀主演男優賞（『花束みたいな恋をした』）[108]
  - 第45回日本アカデミー賞 話題賞　(『花束みたいな恋をした』) [109]
- 2024年
  - 第47回日本アカデミー賞 優秀助演男優賞（『銀河鉄道の父』）[110]

### テレビ
- 2014年
  - 第81回ザテレビジョンドラマアカデミー賞 助演男優賞（『死神くん』）[111]
- 2015年
  - 第1回コンフィデンスアワード・ドラマ賞 主演男優賞（『民王』）[112]
- 2016年
  - 第40回エランドール賞 新人賞[113]
- 2018年
  - 第13回コンフィデンスアワード・ドラマ賞・主演男優賞（『dele』）
- 2019年
  - コンフィデンスアワード・ドラマ賞年間大賞2018・主演男優賞（『dele』）[114]
  - 第27回橋田賞（『dele』『トドメの接吻』）[115]
  - 第56回ギャラクシー賞 テレビ部門個人賞（『dele』『菅田将暉TV』『3年A組-今から皆さんは、人質です-』）[116]
  - 日刊スポーツドラマグランプリ2019年冬・主演男優賞（『3年A組-今から皆さんは、人質です-』）[117]
  - 第100回ザテレビジョンドラマアカデミー賞・主演男優賞（『3年A組-今から皆さんは、人質です-』）[118]
  - 東京ドラマアウォード2019・主演男優賞（『3年A組-今から皆さんは、人質です-』）[119]
- 2022年
  - 第111回ザテレビジョンドラマアカデミー賞 主演男優賞（『ミステリと言う勿れ』）[120]
  - 東京ドラマアウォード2022 主演男優賞（『ミステリと言う勿れ』）[121]

### その他
- 2016年
  - 2016 GQ Men of the Year[122]
  - 第45回ベストドレッサー賞（芸能部門）[123]
  - 2016年ブレイク俳優ランキング 1位（ORICON STYLE発表）[124]
- 2018年
  - ベストフンドシストアワード2017 大賞[125]
  - SPACE SHOWER MUSIC AWARDS 2018 BEST COLLABORATION - 米津玄師「灰色と青（+菅田将暉）」
- 2019年
  - 第61回日本レコード大賞 特別賞[126]
- 2020年
  - 第27回読売演劇大賞 優秀男優賞・杉村春子賞（『カリギュラ』）[127]
- 2022年
  - 第39回ベストジーニスト 一般選出部門[128]
- 2023年
  - 第40回ベストジーニスト 一般選出部門[129][130]

## 出演
太字は主演キャラクター。

### テレビドラマ
- 仮面ライダーW（2009年9月6日 - 2010年8月29日、テレビ朝日） - フィリップ 役（桐山漣とW主演）[131][132]
- ハンマーセッション!（2010年7月10日 - 9月18日、TBS） - 坂本洋平 役
- 獣医ドリトル（2010年10月17日 - 12月19日、TBS） - 土門順平 役
- 大切なことはすべて君が教えてくれた（2011年1月17日 - 3月28日、フジテレビ） - 平岡直輝 役
- ドン★キホーテ 第5話 - 第10話（2011年8月6日 - 9月17日、日本テレビ） - 明石一哉 役
- 初恋の味（2011年9月14日 - 16日、TBS） - リク 役[133]
- ランナウェイ〜愛する君のために（2011年10月27日 - 12月22日、TBS） - 加賀美瞬 役
- 運命の人 第9話（2012年3月11日、TBS） - 弓成洋一（青年期） 役
- ブラックボード〜時代と戦った教師たち〜 第1夜（2012年4月5日、TBS） - 松村秀雄 役
- 宮部みゆき・4週連続“極上”ミステリー 第1夜 理由（2012年5月7日、TBS） - 宝井康隆 役
- サマーレスキュー〜天空の診療所〜（2012年7月8日 - 9月23日、TBS） - 木野憲太 役
- リッチマン、プアウーマン 第6話（2012年8月13日、フジテレビ） - 酒井貴宏 役
- ほんとにあった怖い話 夏の特別編2012「或る夏の出来事」（2012年8月18日、フジテレビ） - 島津康太 役
- レジデント〜5人の研修医 第7話（2012年11月29日、TBS） - 橋本リュウジ 役
- 悪党（2012年11月30日、フジテレビ） - 早見剛 役
- だんらん（2013年1月4日、関西テレビ） - 矢沢英吉 役[注 2]
- 泣くな、はらちゃん（2013年1月19日 - 3月23日、日本テレビ） - ひろし 役
- 35歳の高校生（2013年4月13日 - 6月22日、日本テレビ） - 土屋正光 役
- Y・O・U やまびこ音楽同好会（2013年11月30日、関西テレビ） - 松戸幸四郎 役
- 連続テレビ小説（NHK）
  - ごちそうさん 第17週 - 最終週（2014年1月27日 - 3月29日） - 西門泰介 役
    - ごちそうさんっていわしたい!（2014年4月19日、NHK BSプレミアム）

  - まんぷく 第12週・第13週（2018年12月17日 - 12月28日） - 東太一 役[134]
- 死神くん（2014年4月25日 - 6月20日、テレビ朝日） - 悪魔 役[135]
- 問題のあるレストラン（2015年1月15日 - 3月19日、フジテレビ） - 星野大智 役
- 二十歳と一匹（2015年1月17日、NHK） - 藤原理人 役[136]
- 翳りゆく夏（2015年1月18日 - 2月15日、WOWOW） - 武藤俊治 役[137]
- ちゃんぽん食べたか（2015年5月30日 - 8月1日、NHK） - 佐野雅志 役[138]
- 民王（テレビ朝日） - 武藤翔 役（遠藤憲一とW主演）[139]
  - 民王（2015年7月24日 - 9月18日）
  - 民王スペシャル〜新たなる陰謀〜（2016年4月15日）
  - 民王R（2024年10月22日 - 12月10日） - ナレーション 民神[140]
- 小岩青春物語〜きみといた街角〜（2015年11月22日、日本テレビ、誰も知らない明石家さんま 史上最大のさんま早押しトーク』内ドラマ） - 杉本高文（明石家さんま） 役[141]
- シリーズ・江戸川乱歩短編集 1925年の明智小五郎 第2回 心理試験（2016年1月23日、NHK BSプレミアム） - 蕗谷清一郎 役
- ラヴソング（2016年4月11日 - 6月13日、フジテレビ） - 天野空一 役[142]
- 地味にスゴイ!校閲ガール・河野悦子（2016年10月5日 - 12月7日、日本テレビ） - 折原幸人 役[143]
  - 地味にスゴイ!DX 校閲ガール・河野悦子（2017年9月20日）
- 勇者ヨシヒコと導かれし七人 第1話（2016年10月8日、テレビ東京） - 盗賊A 役
- スーパーサラリーマン左江内氏 第10話（2017年3月18日、日本テレビ） - バスジャック犯 役[144]
- 世にも奇妙な物語'17春の特別編「カメレオン俳優」（2017年4月29日、フジテレビ） - 工藤圭太 役
- 大河ドラマ（NHK）
  - おんな城主 直虎 第38回 - 最終回（2017年9月24日 - 12月17日） - 井伊直政 役[145]
  - 鎌倉殿の13人 第1回 - 第20回（2022年1月10日 - 5月22日） - 源義経 役[146]
- トドメの接吻（2018年1月7日 - 3月11日、日本テレビ） - 春海一徳 役 ※友情出演
- dele（2018年7月27日 - 9月14日、テレビ朝日） - 真柴祐太郎 役（山田孝之とW主演）[147]
- 3年A組-今から皆さんは、人質です-（2019年1月6日 - 3月10日、日本テレビ） - 柊一颯 役[148]
- パーフェクトワールド 最終話（2019年6月25日、関西テレビ・フジテレビ）※カメオ出演[149]
- MIU404 第3話・第5話・第7話 - 最終話（2020年7月10日・8月7日・21日 - 9月4日、TBS） - 久住 役[150]
- コントが始まる（2021年4月17日 - 6月19日、日本テレビ） - 高岩春斗 役[151]
- ミステリと言う勿れ（2022年1月10日 - 3月28日、フジテレビ） - 久能整 役[152]
  - ミステリと言う勿れ 特別編（2023年9月9日、フジテレビ）[153]
- ジャパニーズスタイル 第3話（2022年11月5日、テレビ朝日） - 小野亮一郎 役[154]
- THE TRUTH 第3話（2023年12月20日、テレビ東京） - 菅田将暉（本人） 役[155]
- 火星の女王（2025年12月〈予定〉 - 、NHK総合） - 白石アオト 役[156]

### 配信ドラマ
- ネット版 仮面ライダーW FOREVER AtoZで爆笑26連発（2010年） - フィリップ 役
- 高校デビュー〜デビュー直前集中講座〜（2011年3月4日 - 25日、LISMO Channel） - 田村史也 役
- ドラマJOKER 東野圭吾ドラマシリーズ”笑” 第2笑「あるジーサンに線香を」（2012年9月1日、J:comオンデマンド・auビデオパス / スマートパス） - 若返ったジーサン 役
- 民王番外編 秘書貝原と6人の怪しい客 第3話「火星人と名乗る男」（2016年、ビデオパス・テレ朝動画） - 武藤翔 役 ※友情出演
- 宇宙の仕事（2016年、Amazon prime） - 三島登喜雄 役
- あゝ、荒野 完全版（2017年、U-NEXT） - 新宿新次 役（ヤン・イクチュンとダブル主演）[157]
- 寄生獣 -ザ・グレイ-（2024年、Netflix） - 泉新一 役[158]
- グラスハート（2025年7月31日 - 、Netflix） - 真崎桐哉 役[159][160][161]

### 映画
- 仮面ライダーシリーズ（2009年 - 2011年、東映）
  - 劇場版 仮面ライダーディケイド オールライダー対大ショッカー（2009年8月8日） - フィリップの声 役
  - 仮面ライダー×仮面ライダー W&ディケイド MOVIE大戦2010（2009年12月12日） - フィリップ 役（桐山漣・井上正大とトリプル主演）[162][163]
  - 仮面ライダーW FOREVER AtoZ/運命のガイアメモリ（2010年8月7日） - フィリップ / 仮面ライダーW、大道克己（少年期） 役（二役、桐山漣とW主演）[164][165]
  - 仮面ライダー×仮面ライダー オーズ&ダブル feat.スカル MOVIE大戦CORE（2010年12月18日） - フィリップ 役[166][167]
  - オーズ・電王・オールライダー レッツゴー仮面ライダー（2011年4月1日） - フィリップ / 仮面ライダーW 役 ※友情出演[168]
  - 仮面ライダー×仮面ライダー フォーゼ&オーズ MOVIE大戦MEGA MAX（2011年12月10日） - フィリップ / 仮面ライダーW 役 ※友情出演[169]
- 高校デビュー（2011年4月1日、アスミック・エース） - 田村史也 役
- 麒麟の翼〜劇場版・新参者〜（2012年1月28日、東宝） - 吉永友之 役
- 王様とボク（2012年9月22日、ユナイテッドエンタテインメント） - モリオ 役[170]
- 共喰い（2013年9月7日、ビターズ・エンド） - 篠垣遠馬 役
- 男子高校生の日常（2013年10月12日、ショウゲート） - タダクニ 役[171]
- 陽だまりの彼女（2013年10月12日、東宝 / アスミック・エース） - 奥田翔太 役
- そこのみにて光輝く（2014年4月19日、東京テアトル / 函館シネマアイリス） - 大城拓児 役[172]
- 闇金ウシジマくん Part2（2014年5月16日、東宝映像事業部 / SDP） - 加賀マサル 役[173]
- 海月姫（2014年12月27日、アスミック・エース） - 鯉淵蔵之介 役[174][175]
- チョコリエッタ（2015年1月17日、太秦） - 正岡正宗 役[176][177]
- 暗殺教室（2015年3月21日、東宝） - 赤羽業 役[178]
  - 暗殺教室〜卒業編〜（2016年3月25日、東宝）
- 明烏 あけがらす（2015年5月16日、ショウゲート） - ナオキ 役
- ピース オブ ケイク（2015年9月5日、ショウゲート） - 川谷宏樹 役[179]
- ピンクとグレー（2016年1月9日、アスミック・エース） - 河田大貴 役[180]
- 星ガ丘ワンダーランド（2016年3月5日、ファントム・フィルム） - 清川雄哉 役[181]
- ディストラクション・ベイビーズ（2016年5月21日、東京テアトル） - 北原裕也 役[182]
- 二重生活（2016年6月25日、スターサンズ） - 鈴木卓也 役[183][184]
- セトウツミ（2016年7月2日、ブロードメディア・スタジオ） - 瀬戸小吉 役（池松壮亮とW主演）[185]
- 何者（2016年10月15日、東宝） - 神谷光太郎 役[186]
- デスノート Light up the NEW world（2016年10月29日、ワーナー・ブラザース映画） - 紫苑優輝 役[187]
- 溺れるナイフ（2016年11月5日、ギャガ） - 長谷川航一朗（コウ） 役（小松菜奈とW主演）[188]
- キセキ -あの日のソビト-（2017年1月28日、東映） - HIDE 役（松坂桃李とW主演）
- 帝一の國（2017年4月29日、東宝） - 赤場帝一 役[189]
- 銀魂（2017年7月14日、ワーナー・ブラザース映画） - 志村新八 役[190]
  - 銀魂2 掟は破るためにこそある（2018年8月17日、ワーナー・ブラザース映画）[191]
- あゝ、荒野（2017年10月7日前篇、10月21日後篇、スターサンズ） - 新宿新次 役（ヤン・イクチュンとW主演）[157]
- 火花（2017年11月23日、東宝） - 徳永 役（桐谷健太とW主演）[192]
- となりの怪物くん（2018年4月27日、東宝） - 吉田春 役（土屋太鳳とW主演）[193]
- 生きてるだけで、愛。（2018年11月9日、クロックワークス） - 津奈木 役[194]
- アルキメデスの大戦（2019年7月26日、東宝） - 櫂直 役[195]
- タロウのバカ（2019年9月6日公開、東京テアトル） - エージ 役[196]
- 糸（2020年8月21日[注 3]、東宝） - 高橋漣 役（小松菜奈とW主演）[198]
- 浅田家!（2020年10月2日、東宝） - 小野陽介 役[199]
- 花束みたいな恋をした（2021年1月29日、東京テアトル / リトルモア） - 山音麦 役（有村架純とW主演）[200]
- 過去はいつも新しく、未来はつねに懐かしい 写真家 森山大道（2021年4月30日、テレビマンユニオン） - OPナレーション[201]
- キャラクター（2021年6月11日、東宝） - 山城圭吾 役[202]
- キネマの神様（2021年8月6日、松竹） - 若き日の円山郷直 役（沢田研二とW主演）[203][204]
- CUBE 一度入ったら、最後（2021年10月22日、松竹） - 後藤裕一 役[205]
- 百花（2022年9月9日、東宝 / ギャガ） - 葛西泉 役（原田美枝子とW主演）[206]
- 銀河鉄道の父（2023年5月5日、キノフィルムズ） - 宮沢賢治 役[207][208]
- ミステリと言う勿れ（2023年9月15日、東宝） - 久能整 役[209]
- 笑いのカイブツ（2024年1月5日、ショウゲート / アニモプロデュース） - ピンク 役[210]
- 劇場版 君と世界が終わる日に FINAL（2024年1月26日、東宝） - 天城レン 役[211]
- Cloud クラウド（2024年9月27日、東京テアトル / 日活） - 吉井良介 役[212][213]
- サンセット・サンライズ（2025年1月17日、ワーナー・ブラザース映画） - 晋作 役[214]

### バラエティ
- 菅田将暉TV（2018年12月15日、NHK BSプレミアム）[215]
- NHK MUSIC SPECIAL 細野晴臣イエローマジックショー4 (2025年1月30日、NHK総合) [216]

### ドキュメンタリー
- 負けてたまるかッ！～春よ来い！人生応援テレビ（2013年1月2日、TBS　バリ島で楽器ジェゴクの競い合いに参加
- オレアレ（2015年8月17日 - 21日、NHK Eテレ） - サラリーマン 役[217]
- 情熱大陸（2016年3月20日、TBS）[218]
- 福井テレビ開局50周年記念番組 聖職のゆくえ〜働き方改革元年〜（2019年8月15日、フジテレビ） - ナレーション[219]
- 事件の涙「勝利の代償〜あるリング死と向き合った11年〜」（2020年5月18日、NHK総合） - ナレーション
- 山田洋次の青春 〜映画の夢 夢の工場〜（2021年7月17日、NHK-BSP）[220]
- SWITCHインタビュー 達人達「菅田将暉×林士平」（2023年9月1日、NHK Eテレ）[221]

### 劇場アニメ
- 打ち上げ花火、下から見るか? 横から見るか?（2017年8月18日、東宝） - 島田典道 役[222]
- 君たちはどう生きるか（2023年7月14日、東宝） - 青サギ / サギ男 役[223]

### 吹き替え
- シャザム!（2019年4月19日、ワーナー・ブラザース映画） - シャザム 役（ザッカリー・リーヴァイ）[224]

### オリジナルビデオ
- 仮面ライダーW DVD ガイアメモリ大図鑑（2010年） - フィリップ 役（桐山漣とW主演）
- 仮面ライダーW 超バトルDVD 丼のα/さらば愛しのレシピよ（2010年） - フィリップ 役（桐山漣とW主演）
- 仮面ライダーW RETURNS
  - 仮面ライダーアクセル（2011年4月21日） - フィリップ 役
  - 仮面ライダーエターナル（2011年7月21日） - フィリップ、少年時代の克己 役（二役）

### ラジオ
- 菅田将暉のオールナイトニッポン （2017年4月3日 - 2022年4月5日、ニッポン放送） - 毎週月曜25時 - 27時担当
  - ラジオドラマ「明るい夜に出かけて」（2018年4月16日、菅田将暉のオールナイトニッポン内での放送） - 主演・富山 役

### 舞台
- タンブリング（2010年9月9日 - 10月4日、東京 / 大阪） - 平野雄貴 役
  - タンブリングvol.2（2011年5月18日 - 7月3日、東京 / 地方） - 日向勝吾 役[225]
- ロミオとジュリエット（ジョナサン・マンビィ版）（2012年4月29日 - 5月27日〈4月29日 - 5月1日はプレビュー公演〉、赤坂ACTシアター / 5月31日 - 6月10日、シアターBRAVA!） - マキューシオ 役[226]
- NINAGAWA×SHAKESPEARE LEGEND I『ロミオとジュリエット』（2014年8月7日 - 24日、彩の国さいたま芸術劇場 小劇場） - ロミオ 役[227]
- シス・カンパニー公演『ローゼンクランツとギルデンスターンは死んだ』（2017年10月30日 - 11月26日、世田谷パブリックシアター） - ギルデンスターン 役[228]
- カリギュラ（2019年11月9日 - 24日、新国立劇場中ホール / 11月29日 - 12月1日、久留米シティプラザ ザ・グランドホール / 12月5日 - 8日、神戸国際会館 こくさいホール / 12月13日 - 15日、仙台銀行ホールイズミティ21 大ホール） - カリギュラ 役[229]

### MV
- Sonar Pocket「友達に贈る歌」（2009年2月25日）
- 上木彩矢 w TAKUYA「W-B-X 〜W-Boiled Extreme〜」（2009年11月11日） - フィリップ 役
- 鳴海荘吉「Nobody's Perfect」（2010年6月30日） - フィリップ 役
- 石崎ひゅーい「ピリオド」（2018年3月27日）
- OKAMOTO'S「Dancing Boy」（2019年）[230]
- 忘れらんねえよ「なつみ」（2019年12月25日）[231]
- 星野源「Cube」（2021年10月20日）[232]
- Vaundy「mabataki」（2022年9月10日）

### ゲーム
- 仮面ライダーバトル ガンバライド（2009年11月、アーケード） - 仮面ライダーW（フィリップ） 役
  - 仮面ライダーバトル ガンバライジング（2013年10月31日、アーケード）
  - 仮面ライダーバトル ガンバレジェンズ（2023年、アーケード）
- オール仮面ライダー ライダージェネレーション（2011年8月4日、3DS） - 仮面ライダーW（フィリップ） 役
- HEROES' VS（2013年12月7日、PSP） ‐ 仮面ライダーW（フィリップ） 役
- 仮面ライダー クライマックスヒーローズ シリーズ - 仮面ライダーW（フィリップ） 役
  - 仮面ライダー クライマックスヒーローズW（2009年12月3日、Wii）
  - 仮面ライダー クライマックスヒーローズ オーズ（2010年12月2日、Wii・PSP）
  - 仮面ライダー クライマックスヒーローズ フォーゼ（2011年12月1日）
  - 仮面ライダー 超クライマックスヒーローズ（2012年11月29日） - 仮面ライダーW（フィリップ） / 仮面ライダーライダーサイクロン 役

### CM
- ゼンショー すき家（2011年8月 - ） - インフォマーシャルCM[233]
- 日本スポーツ振興センター「BIG最高10億円くじ」（2015年1月）
- ヤマハ発動機「ヤマハ・トリシティ」（2015年3月 - ）
CMの企画で「トリシティ125」を運転することができるAT限定小型自動二輪車運転免許を取得した。
- リクルートホールディングス ライフスタイル「ホットペッパービューティー」（2015年9月 - ）[234]
- KDDI「au三太郎シリーズ」（2015年9月 - ） - 鬼（鬼ちゃん） 役[235]
- Cygames「グランブルーファンタジー」（2015年12月 - ）
- グンゼ「BODY WILD」（2016年1月 - ）[236]
- 花王
  - 「メンズビオレ」（2016年3月 - ）澤部佑と共演
  - 「アタックZERO」（2019年3月 - ） - 松坂桃李、賀来賢人、間宮祥太朗、杉野遥亮と共演。
- 日本コカ・コーラ
  - 「ファンタ」（2016年4月 - 2019年3月）
  - 「コカ・コーラ」（2019年3月 - 2020年） - 単独出演、綾瀬はるかとの共演。
- 吉野家（2016年6月 - 2018年）[237]
  - 吉野家公式通販「サラ牛」（2017年7月） - 佐藤二朗と共演[238][239]。
- 住友生命保険「1UP」（2016年） - 上野一 役[240]
- 森永製菓「DARS」（2016年12月 - 2019年）[241]
- アダストリア「niko and…」（2018年3月 - 2021年2月） - ファッションアンバサダーとして小松菜奈と共演[242]。
- トヨタ自動車
  - 「カローラスポーツ」（2018年6月 - 2019年4月 ） - 中条あやみと共演[243]。
  - 「KINTO」（2020年4月 - ） - 矢本悠馬、二階堂ふみと共演。
  - 「カローラツーリング」（2020年8月 - ） - OKAMOTO'Sと共演。
- アサヒビール
  - 「スーパードライ瞬冷辛口」（2018年7月 - ）
  - 「アサヒスーパードライ」（2019年11月 - 2022年4月）
  - 「アサヒドライゼロ」（2022年4月 - ）
- JOYSOUND「JOYSOUNDサポーター」（2019年6月 - ）
- エフアンドエム「オフィスステーション」（2019年9月 - ） - 山中崇と共演[244]。
- ダスキン「ミスタードーナツ」
  - 「misdo meets PIERRE MARCOLINI ピエール マルコリーニ コレクション」（2021年1月 - ）[245]
  - 「ブランドCM」（2021年3月 - ）[246]
  - 「むぎゅっとドーナツ」（2021年6月 - ）[247]
  - 「misdo meets WITTAMER ヴィタメールコレクション」（2022年1月 - ）[248]
  - 「misdo meets 祇園辻利」（2022年3月 - ）[249]
  - 「白いポン・デ・いちごみるく」（2024年8月 - ）[250]
- ユニバーサル・スタジオ・ジャパン（2022年4月 - ）[251]
- アサヒ飲料
  - 「ウィルキンソン タンサン」（2022年4月 - ）[252]
  - 「ウィルキンソン タンサン レモン」（2023年7月 - ） - アルコ&ピースの平子祐希と共演[253]
  - 「ウィルキンソン GO テイスティグレフル」（2024年4月 - ）[254]
- 森永乳業「マウントレーニア」（2023年3月 - ）
- 損害保険ジャパン（2023年4月 - ）
- エン・ジャパン「エン転職」（2023年7月 - ）
- ヤマト運輸「カーボンニュートラル配送宅急便」（2024年6月 - ）[255]

### 広告
- ワールドパーティー「wpc.」（2019年）「まだここにいる」 ※レイングッズブランド「Wpc.」15周年記念として染谷将太が監督を務めたイメージムービー[256]。
- サムソナイト・ジャパン（2019年4月 - ）[257]
- ダスキン ミスタードーナツ「50周年記念アンバサダー」（2020年9月 - ）[258][259]

### 玩具
- 仮面ライダーW CSMダブルドライバーver.2（2025年2月）
- 仮面ライダーW CSMファングメモリ&エクストリームメモリver.2（2025年2月）

### NHK紅白歌合戦出場歴
| 年度/放送回               | 回 | 曲目           | 出演順 | 対戦相手 | 備号 |
| ------------------------- | -- | -------------- | ------ | -------- | ---- |
| 2019年（令和元年）/第70回 | 初 | まちがいさがし | 18/21  | Superfly |      |

## 書籍

### 写真集
- ファースト写真集『スダマサキッス』（2010年7月23日、主婦と生活社）ISBN 978-4-391-13929-7[260]
- セカンド写真集『DA-SU』（2011年7月1日、主婦と生活社）ISBN 978-4-391-14068-2[261]
- アーティストブック『20＋1』（2014年2月21日、ワニブックス）ISBN 978-4-8470-4615-5[262]
- アニバーサリーブック『誰かと作った何かをきっかけに創ったモノを 見ていた者が繕った何かは いつの日か愛するものが造った何かのようだった。』（2019年2月21日、ワニブックス）ISBN 978-4-8470-8186-6 / ISBN 978-4-8470-8187-3[263]
- 着服史（2022年3月25日、ワニブックス）ISBN 978-4-8470-8419-5[264]
- #FF0921（小松菜奈とのアートブック　2023年9月21日、Righters）ISBN 9784-991293603

### 連載
- +act 「E-sudagram」（2015年11月号 - 2021年4月号、ワニブックス）
- CUT
  - 「菅田将暉と太賀の夢で逢えたら」（2017年11月号 - 2019年7月号、ロッキング・オン）
  - 「菅田将暉と仲野太賀の夢で逢えたら」（2019年8月号 - 、ロッキング・オン）

### 雑誌
- nicola - メンズモデル
- JUNON
- seventeen

### カバーモデル
- お嬢様、狼には気をつけて（著：彩音りん、2012年2月24日、集英社ピンキー文庫）

### その他
- 人生を変える『ドラえもん』セレクション おとなになるのび太たちへ（まんが：藤子・F・不二雄、2020年9月3日、小学館）[265][266]
- MUSIC AWARDS JAPAN 2025（2025年5月22日、NHK総合・NHK BS） - 司会[267]

## ディスコグラフィ

### シングル

#### CDシングル
|                                                         | 発売日         | タイトル                             | 最高順位          | 最高順位     | RIAJ認定         | RIAJ認定 | 収録アルバム |
| オリコン                                                | 発売日         | タイトル                             | Billboard Hot 100 | ダウンロード | ストリーミング   |          | 収録アルバム |
| ------------------------------------------------------- | -------------- | ------------------------------------ | ----------------- | ------------ | ---------------- | -------- | ------------ |
| -                                                       | 2017年1月24日  | グリーンボーイズ（グリーンボーイズ） | 4                 | -            | -                | -        | 未収録       |
| 1st                                                     | 2017年6月7日   | 見たこともない景色                   | 5                 | 3            | ゴールド         | シルバー | PLAY         |
| 2nd                                                     | 2017年8月30日  | 呼吸                                 | 10                | 13           | -                | -        | PLAY         |
| 3rd                                                     | 2018年2月21日  | さよならエレジー                     | 12                | 3            | ダブル・プラチナ | プラチナ | PLAY         |
| 4th                                                     | 2018年8月1日   | ロングホープ・フィリア               | 12                | 11           | ゴールド         | -        | LOVE         |
| 5th                                                     | 2020年11月25日 | 虹                                   | 2                 | 2            | プラチナ         | プラチナ | COLLAGE      |
| 6th                                                     | 2021年11月24日 | ラストシーン                         | 13                | 30           | -                | -        | COLLAGE      |
| 7th                                                     | 2022年11月9日  | クワイエットジャーニー – EP          | 13                | -            | -                | -        | -            |
| "—"はチャート圏外、チャート対象外のいずれかを意味する。 |                |                                      |                   |              |                  |          |              |

#### 配信限定シングル
|                                                         | 配信日        | タイトル                   | 最高順位          | 最高順位     | RIAJ認定           | RIAJ認定 | 収録アルバム |
| オリコン DS                                             | 配信日        | タイトル                   | Billboard Hot 100 | ダウンロード | ストリーミング     |          | 収録アルバム |
| ------------------------------------------------------- | ------------- | -------------------------- | ----------------- | ------------ | ------------------ | -------- | ------------ |
| 1st                                                     | 2019年5月14日 | まちがいさがし             | 1                 | 2            | トリプル・プラチナ | プラチナ | LOVE         |
| 2nd                                                     | 2019年6月28日 | キスだけで feat.あいみょん | 9                 | 11           | -                  | -        | LOVE         |
| 3rd                                                     | 2021年2月1日  | 星を仰ぐ                   | 3                 | 15           | -                  | -        | COLLAGE      |
| 4th                                                     | 2022年6月7日  | 惑う糸                     | 8                 | 44           | -                  | -        | SPIN         |
| 5th                                                     | 2023年2月15日 | 美しい生き物               | -                 | -            | -                  | -        | SPIN         |
| 6th                                                     | 2023年7月29日 | ユアーズ                   | 35                | -            | -                  | -        | SPIN         |
| 7th                                                     | 2024年1月25日 | 谺する                     | 43                | -            | -                  | -        | SPIN         |
| "—"はチャート圏外、チャート対象外のいずれかを意味する。 |               |                            |                   |              |                    |          |              |

#### 参加作品
| 発売日                                                  | タイトル                                                                                      | 最高順位    | 最高順位          | RIAJ認定         | 収録アルバム                     |
| 発売日                                                  | タイトル                                                                                      | オリコン DS | Billboard Hot 100 | ダウンロード     | 収録アルバム                     |
| ------------------------------------------------------- | --------------------------------------------------------------------------------------------- | ----------- | ----------------- | ---------------- | -------------------------------- |
| 2017年10月11日                                          | 灰色と青（+菅田将暉） / 米津玄師                                                              | 5           | 3                 | ダブル・プラチナ | BOOTLEG PLAY                     |
| 2017年11月15日                                          | 浅草キッド / 菅田将暉 × 桐谷健太                                                              | -           | 94                | -                | PLAY                             |
| 2019年5月1日                                            | Finger on the Trigger（平成ベスト RE-EDIT ver.） / 左翔太郎（桐山漣）× フィリップ（菅田将暉） | -           | -                 | -                | 平成仮面ライダー20作記念ベスト   |
| 2020年7月1日                                            | サントラ / Creepy Nuts × 菅田将暉                                                             | 7           | 26                | -                | かつて天才だった俺たちへ COLLAGE |
| 2020年7月17日                                           | 糸 / 菅田将暉 × 石崎ひゅーい                                                                  | -           | -                 | -                | COLLAGE                          |
| 2020年8月7日                                            | Keep On Running / 菅田将暉 × OKAMOTO'S                                                        | -           | 95                | -                | COLLAGE                          |
| 2020年8月26日                                           | 日曜日よりの使者 / Creepy Nuts × 菅田将暉                                                     | -           | -                 | -                | かつて天才だった俺たちへ         |
| 2020年8月28日                                           | サンキュー神様 / 菅田将暉 × 中村倫也                                                          | -           | -                 | -                | COLLAGE                          |
| 2021年8月6日                                            | うたかた歌 / RADWIMPS feat. 菅田将暉                                                          | -           | 50                | -                | FOREVER DAZE                     |
| 2022年8月2日                                            | あいもかわらず / 石崎ひゅーい × 菅田将暉                                                      | -           | -                 | -                | 宇宙百景                         |
| 2023年10月6日                                           | るろうの形代 / 菅田将暉 ✕ 東京スカパラダイスオーケストラ                                      | 11          | -                 | -                | SPIN                             |
| "—"はチャート圏外、チャート対象外のいずれかを意味する。 |                                                                                               |             |                   |                  |                                  |

### アルバム

#### オリジナルアルバム
|                                                         | 発売日        | タイトル | 最高順位             | 最高順位          | RIAJ認定 |
| オリコン                                                | 発売日        | タイトル | Billboard Hot Albums | ゴールド ディスク |          |
| ------------------------------------------------------- | ------------- | -------- | -------------------- | ----------------- | -------- |
| 1st                                                     | 2018年3月21日 | PLAY     | 2                    | 3                 | -        |
| 2nd                                                     | 2019年7月10日 | LOVE     | 3                    | 3                 | ゴールド |
| 3rd                                                     | 2022年3月9日  | COLLAGE  | 4                    | 4                 | -        |
| 4th                                                     | 2024年7月3日  | SPIN     | 7                    | 5                 | -        |
| "—"はチャート圏外、チャート対象外のいずれかを意味する。 |               |          |                      |                   |          |

### 映像作品
| 種別       | 発売日         | タイトル                                                             | 最高順位 | 最高順位 |
| 種別       | 発売日         | タイトル                                                             | DVD      | BD       |
| ---------- | -------------- | -------------------------------------------------------------------- | -------- | -------- |
| ライブ映像 | 2019年3月6日   | SUDA MASAKI LIVE＠LIQUIDROOM 2018.11.15                              | 7        | 13       |
| ライブ映像 | 2019年12月25日 | 菅田将暉 LIVE TOUR 2019 “LOVE”@Zepp DiverCity TOKYO 2019.09.06       | 5        | -        |
| ライブ映像 | 2023年5月17日  | 菅田将暉 LIVE TOUR “クワイエットジャーニー” in 日本武道館 2023.02.14 | 10       | 5        |
| ライブ映像 | 2025年2月19日  | 菅田将暉 LIVE 2024 "SPIN" in 国立代々木競技場 第一体育館 2024.09.16  | 16       | 8        |

### ミュージック・ビデオ
| 年     | 作品                             | 監督                               | 出典    |
| ------ | -------------------------------- | ---------------------------------- | ------- |
| 2017年 | 見たこともない景色（Short Ver.） | 関和亮                             | [ 289 ] |
| 2017年 | 見たこともない景色               | 関和亮                             | [ 290 ] |
| 2017年 | ばかになっちゃったのかな         | 島田大介                           | [ 291 ] |
| 2017年 | 呼吸                             | 田辺秀伸                           | [ 292 ] |
| 2017年 | 灰色と青（+菅田将暉）            | 山田健人                           | [ 293 ] |
| 2017年 | 浅草キッド                       |                                    | [ 295 ] |
| 2018年 | さよならエレジー                 | 西堀哲郎                           | [ 296 ] |
| 2018年 | ロングホープ・フィリア           | 谷山剛                             | [ 297 ] |
| 2019年 | まちがいさがし                   | 林響太朗                           | [ 298 ] |
| 2019年 | キスだけで feat.あいみょん       | 山田健人                           | [ 299 ] |
| 2020年 | サントラ                         | 林響太朗                           | [ 300 ] |
| 2020年 | Keep On Runnning                 | Nasty Men$ah                       |         |
| 2020年 | 糸（Short ver.）                 | 映画『糸』メイキングスペシャル映像 |         |
| 2020年 | サンキュー神様                   | 林響太朗                           |         |
| 2020年 | 虹                               | 呉美保                             |         |
| 2021年 | 星を仰ぐ                         | 山田健人                           |         |
| 2022年 | 惑う糸                           | Vaundy                             |         |
| 2022年 | ゆだねたギター                   |                                    |         |
| 2023年 | ユアーズ                         | 甫木元空（Bialystocks）            |         |
| 2023年 | 美しい生き物                     | 大森立嗣                           |         |
| 2024年 | 谺する                           | 山田遼志                           |         |
| 2024年 | るろうの形代                     |                                    |         |
| 2024年 | くじら                           | マザーファッ子                     |         |
| 2024年 | 散りゆく花のせいで feat.菅田将暉 |                                    |         |

#### 楽曲提供
| 発売日       | タイトル     | アーティスト名 | 収録アルバム | 備考                                        |
| ------------ | ------------ | -------------- | ------------ | ------------------------------------------- |
| 2025年6月4日 | 憧憬のアーチ | SixTONES       | BOYZ         | 初回盤A収録。メンバーの松村北斗のソロ楽曲。 |

### サポートメンバー
| 名前                           | パート |
| ------------------------------ | ------ |
| 川口圭太                       | ギター |
| シミズ コウヘイ（sooogood!）   | ギター |
| オチ・ザ・ファンク（越智俊介） | ベース |
| タイヘイ                       | ドラム |

サポートのバンド名は「KNEEKIDS（ニーキッズ）」。菅田とメンバーで楽曲の共作もしている。映画『何者』でバンドとして共演し、2017年に解散した「カラスは真っ白」のメンバーを中核としている。

## タイアップ
| タイトル                                                | タイアップ                                                                        | 時期   |
| ------------------------------------------------------- | --------------------------------------------------------------------------------- | ------ |
| 見たこともない景色                                      | au「三太郎シリーズ」サッカー日本代表応援「au BLUE CHALLENGE」CM曲                 | 2017年 |
| さよならエレジー                                        | 日本テレビ系 日曜ドラマ『トドメの接吻』主題歌                                     | 2018年 |
| ロングホープ・フィリア                                  | 劇場アニメ『僕のヒーローアカデミア THE MOVIE 〜2人の英雄〜』主題歌                | 2018年 |
| まちがいさがし                                          | カンテレ制作・フジテレビ系火曜21時ドラマ『パーフェクトワールド』主題歌            | 2019年 |
| サントラ（Creepy Nuts×菅田将暉）                        | 日本テレビ系『スッキリ』7月度テーマソング                                         | 2020年 |
| 糸（菅田将暉×石崎ひゅーい）                             | 映画『糸』エンディングテーマ トヨタホーム‟「なのに」がある家”シリーズ夏篇CMソング | 2020年 |
| Keep On Running（菅田将暉×OKAMOTO'S）                   | トヨタ自動車「カローラツーリング」CMソング                                        | 2020年 |
| 雨が上がる頃に                                          | トヨタ自動車「カローラツーリング」CMソング                                        | 2020年 |
| 虹                                                      | 東宝系映画『STAND BY ME ドラえもん 2』主題歌                                      | 2020年 |
| 星を仰ぐ                                                | 日本テレビ系 日曜ドラマ『君と世界が終わる日に』Season1主題歌                      | 2021年 |
| ラストシーン                                            | TBS系 日曜劇場『日本沈没-希望のひと-』主題歌                                      | 2021年 |
| 惑う糸                                                  | 日本テレビ系『news zero』テーマソング                                             | 2022年 |
| ユアーズ                                                | 日本テレビ系 土曜ドラマ『最高の教師 1年後、私は生徒に■された』主題歌              | 2023年 |
| るろうの形代（菅田将暉×東京スカパラダイスオーケストラ） | テレビアニメ『るろうに剣心 -明治剣客浪漫譚-』第二クールオープニング・テーマ       | 2023年 |
| 谺（こだま）する                                        | 映画『劇場版 君と世界が終わる日に FINAL』主題歌                                   | 2024年 |
| くじら                                                  | フジテレビ系『パリオリンピック 2024』アスリート応援ソング                         | 2024年 |